# Dirección General de Apoyo a Víctimas del Terrorismo
La Dirección General de Apoyo a Víctimas del Terrorismo (DGAVT) es el órgano directivo del Ministerio del Interior, adscrito a la Subsecretaría, que se encarga de la atención, apoyo y protección integral a las víctimas del terrorismo.
Además, colabora con los órganos competentes de la Administración General del Estado y de las restantes Administraciones Públicas en materia de ayudas y prestaciones públicas a las víctimas del terrorismo, incluidas las estructuras homólogas de los Estados miembros de la Unión Europea en el caso de atentados terroristas con víctimas de distintas nacionalidades.

## Origen
La dirección general se crea con la reestructuración del Ministerio del Interior de 2006 y asume las funciones que tenía el Ministerio en materia de apoyo a las víctimas del terrorismo y que ejercía a través de la Subdirección General de Atención al Ciudadano y de Asistencia a las Víctimas del Terrorismo que dependía de la Secretaría General Técnica, y también las funciones del Alto Comisionado de Apoyo a las Víctimas del Terrorismo que fue suprimido ese mismo año tras cumplir los objetivos esenciales para los que había sido creado tras los atentados terroristas de Madrid en 2004.
En 2009, se ampliaron ligeramente las funciones del titular de la dirección general al delegar en él la resolución de las solicitudes de ayudas a víctimas de actos de terrorismo y otras competencias sobre el personal al servicio de la dirección general.

## Estructura
De ésta Dirección General dependen los siguientes órganos:
- La Subdirección General de Apoyo a Víctimas del Terrorismo, que asume la asistencia inmediata a los afectados tras la comisión de un atentado terrorista, informando y apoyando a las víctimas y a sus familias; recibe y encauza las solicitudes de cualquier procedimiento que puedan iniciar las personas y familiares que sufran la acción terrorista ante la Administración General del Estado, lo que comprenderá la ayuda y orientación a las personas y familiares que sufran la acción del terrorismo y la remisión al órgano competente de las peticiones deducidas y la relación con el interesado y colaboración con las asociaciones, fundaciones y demás instituciones públicas y privadas que tengan como objetivo la atención a las víctimas del terrorismo y la preservación de su memoria, así como la tramitación de subvenciones a las asociaciones y fundaciones cuyo objeto sea la representación y defensa de los intereses de las víctimas del terrorismo; y la coordinación con las estructuras homólogas de los Estados miembros de la Unión Europea en el caso de atentados terroristas con víctimas de distintas nacionalidades, así como el fomento en el ámbito internacional de las iniciativas de reconocimiento y apoyo a las víctimas del terrorismo.
- La Subdirección General de Ayudas a Víctimas del Terrorismo, a la que le corresponde la tramitación, gestión y propuesta de resolución de los expedientes de indemnizaciones, ayudas, y condecoraciones a los afectados por delitos de terrorismo; así como la repetición del importe satisfecho por el Estado contra el obligado civilmente por el delito de terrorismo, instando, en caso de no abonarse de manera voluntaria, de la Agencia Estatal de Administración Tributaria el procedimiento administrativo de apremio.

Las dos subdirecciones son responsables de la colaboración con los órganos competentes de la Administración General del Estado y de las restantes Administraciones Públicas en materia de asistencia y apoyo, indemnizaciones y ayudas a las víctimas del terrorismo, con el fin de asegurar una protección integral a las víctimas; y de la formulación de estudios, informes y, en su caso, propuestas de reformas normativas u organizativas que optimicen el régimen de asistencia y prestaciones establecido o que pueda establecerse para la mejora de los derechos de los afectados por terrorismo.

## Directores generales
La dirección general ha tenido los siguientes titulares:
- José Manuel Rodríguez Uribes (8 de septiembre de 2006-31 de diciembre de 2011)
- Sonia Ramos Piñeiro (31 de diciembre de 2011-29 de enero de 2020)[6][7]
- Montserrat Torija Noguerales (29 de enero de 2020-presente)[8]